# Heart of the Ages
Heart of the Ages är ett studioalbum av det norska black metal-bandet In the Woods.... Det är bandets debutalbum och gavs ut 1995 av skivbolaget Misanthropy Records.

## Låtlista
1. "Yearning the Seeds of a New Dimension" – 12:22
2. "Heart of the Ages" – 8:21
3. "...in the Woods" – 7:49

1. "Prologue"
2. "Moments of..."

3. "Epilogue"
1. "Mourning the Death of Aase" – 3:32
2. "Wotan's Return" – 14:50
3. "Pigeon" (instrumental) – 3:00
4. "The Divinity of Wisdom" – 9:06

- Text och musik av medlemmar i In the Woods...

## Medverkande
Musiker (In the Woods...-medlemmar)
- Ovl. Svithjod (Jan Kenneth Transeth) – sång
- Christian "X" Botteri – gitarr
- Christopher "C:M." Botteri – basgitarr
- Oddvar A:M (Oddvar Moi) – gitarr

Bidragande musiker
- Synne "Soprana" Larsen – sång
- Anders Kobro – trummor

Produktion
- In the Woods... – producent
- Berserk (Bjørn Hårstad) – producent
- Trond Are (Trond Breen) – producent
- Thorbjørn Haugland – omslagskonst
- André of Carman – foto
- Bhagwam Shree Rajneesh – text på omslaget
- Kerri – typgrafi